# Erik Wallin (bokhandlare)
Erik Wilhelm Wallin, född 29 juni 1823 i Stockholm, död där 1 november 1894, var en svensk bokhandlare.
Erik Wallin var son till revisorn i Kammarrätten Erik Wallin och Dorothea Schultz. Han genomgick Klara skola och studerade sedan vid Stockholms gymnasium. Åren 1838–1846 var han biträde i Fritzes bokhandel, arbetade sedan en tid hos Albert Bonnier och var 1848–1850 anställd hos det Lindhska bokförlaget i Örebro.
År 1851 öppnade han tillsammans med Aron Samson egen bokhandel i Stockholm under firmanamnet Samson & Wallin. Wallin var från 1886 ensam innehavare av affären, som under årens lopp utvecklades till Stockholms största företag i sin bransch. Särskilt lade man an på förmedling av utländsk litteratur, och det var den språkkunnige Wallin, som ledde expeditionsarbetet.
Wallin deltog i bildandet av Nya bokförläggarföreningen 1887 och var under flera år kassaförvaltare där. Han deltog även i stiftandet av Sortimentsbokhandlareföreningen 1893 och valdes till dess ordförande. Han var även ledamot av Stockholms stadsfullmäktige 1872–1881 och ledamot av sundhetsnämnden i Stockholm 1875–1877.